# Sunny Side Up
Albums de Paolo Nutini
These Streets
Singles
Sunny Side Up est le deuxième album de Paolo Nutini. Il est sorti le 29 mai 2009.
Les singles sont Candy, Coming Up Easy et Pencil Full Of Lead.

## Liste des titres
| No  | Titre                 | Auteur                 | Durée |
| --- | --------------------- | ---------------------- | ----- |
| 1.  | 10/10                 |                        | 2:56  |
| 2.  | Coming Up Easy        | Nutini, Matty Benbrook | 4:18  |
| 3.  | Growing Up Beside You | Nutini, Dave Nelson    | 3:23  |
| 4.  | Candy                 |                        | 4:58  |
| 5.  | Tricks Of The Trade   |                        | 2:32  |
| 6.  | Pencil Full Of Lead   |                        | 2:26  |
| 7.  | No Other Way          | Nutini, Nelson         | 4:25  |
| 8.  | High Hopes            |                        | 2:57  |
| 9.  | Chamber Music         | Nutini, Nelson         | 2:27  |
| 10. | Simple Things         |                        | 2:33  |
| 11. | Worried Man           | traditionnel           | 3:01  |
| 12. | Keep Rolling          |                        | 2:36  |

| 13. | Smokey Joe's Cafe | Jerry Leiber et Mike Stoller | 2:43 |
| 14. | Funky Cigarette   |                              | 2:29 |